# Mignonette
Mignonette (francouzsky mignonnette) [miňonet] je studená omáčka, ochucovadlo připravované z najemno nakrájené šalotky, namletého pepře a octa. Tradičně se užívá na ochucování syrových ústřic. 
Slovo mignonnette původně znamenalo sáček pepře, hřebíčku a dalšího koření k ochucování tekutin, nyní se používá ve významu rozemletý pepř. Různé recepty pracují s odlišnými druhy octa, ale shodují se v použití šalotky a pepře.